# 亚里·库里

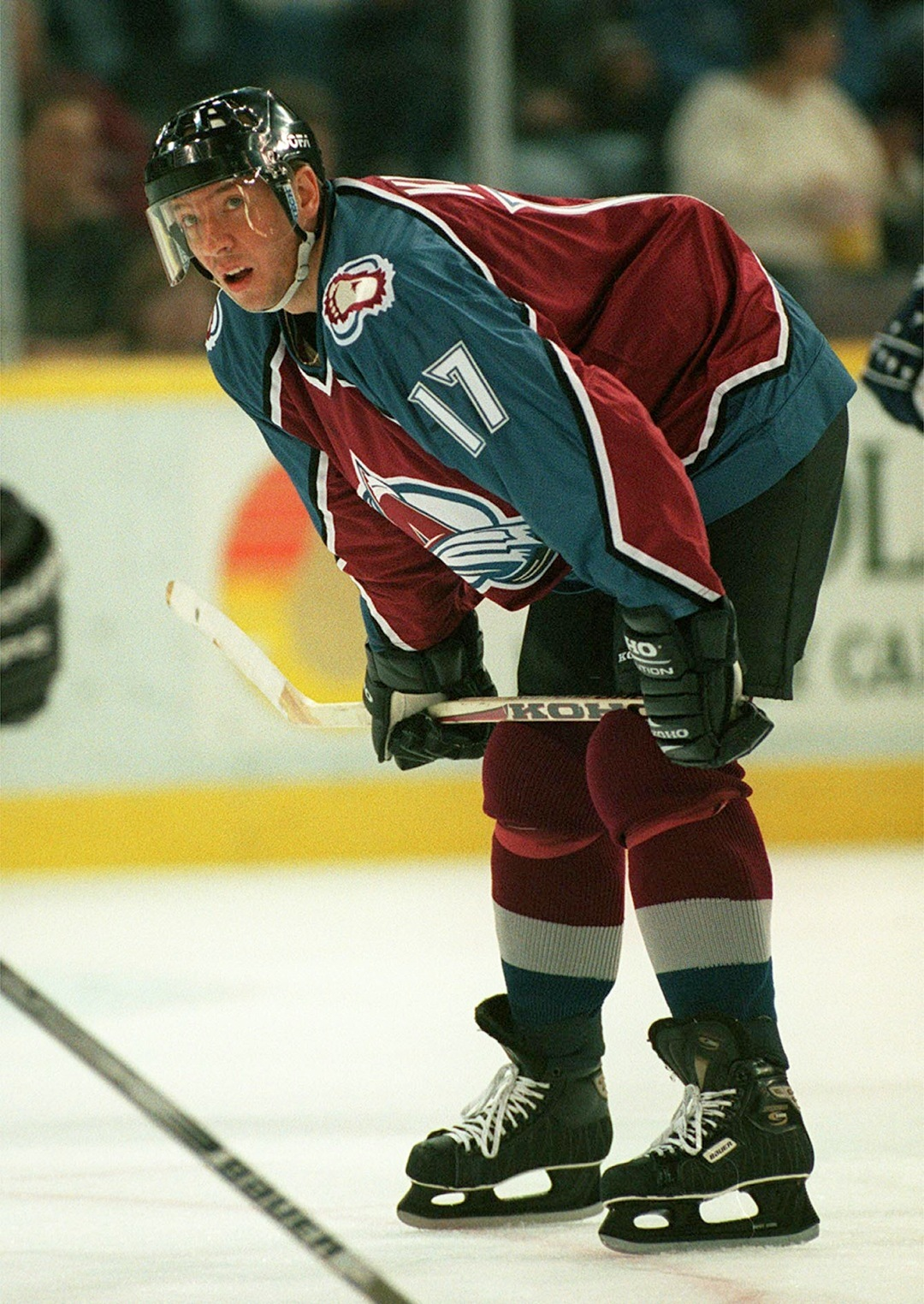
库里于1997年

亚里·库里（芬蘭語：Jari Kurri，1960年5月18日—），芬兰前职业冰球右前锋球员，曾获得五次斯坦利杯。他在2011年入选冰球名人堂。2017年他被评为“100位最优秀NHL球员”之一。现今他是赫尔辛基小丑队的老板、董事会主席及总经理。